# Burning Up
«Burning Up» es una canción compuesta e interpretada por la cantante estadounidense Madonna, publicada como el segundo sencillo de su álbum debut homónimo el 9 de marzo de 1983, a través de las compañías Sire y Warner Bros. Records. En ciertos países se puso a la venta como el lado A de «Physical Attraction». El tema fue presentado como demo de prueba por parte de Madonna a Sire, que aprobó la grabación oficial del sencillo después de que «Everybody» se volviese un éxito en las discotecas. Madonna colaboró con Reggie Lucas, quien produjo el tema, mientras que John Benitez ayudó con los riffs de guitarra y con los coros. «Burning Up» incorpora una instrumentación de guitarra, bajo, sintetizadores y tambores. La letra detalla la falta de vergüenza de la cantante al momento de declarar su pasión por su amante.
Lanzada con «Physical Attraction» como lado B, recibió reseñas variadas por parte de autores y críticos musicales, quienes notaron la composición más oscura e insistente de la canción, pero apreciaron su ritmo. Asimismo, no logró un mayor éxito comercial, pues solo apareció en la lista estadounidense Dance Club Songs en la tercera posición y en el conteo de Australia, donde llegó a los veinte primeros. Tras una serie de presentaciones en vivo en clubes para promocionar el sencillo, figuró en el repertorio del Virgin Tour de 1985 y posteriormente en las giras Re-Invention (2004) y Rebel Heart Tour (2015-2016); en estas dos últimas, Madonna lo interpretó con una guitarra eléctrica.
El vídeo musical muestra a la cantante en posiciones sumisas clásicas, mientras en una carretera vacía se retuerce de pasión por su amante, quien parece venir por detrás de ella en un coche. Este finaliza con Madonna conduciendo el vehículo, dando así la conclusión de que ella siempre estuvo al mando. Muchos autores notaron que el vídeo fue el comienzo de las representaciones de la toma de control de Madonna de una sexualidad masculina desestabilizada. En 2009, la canción se incluyó en la edición de lujo del recopilatorio Celebration.

## Antecedentes y composición
En 1982, Madonna se encontraba viviendo en Nueva York tratando de lanzar su carrera musical. Su novio de Detroit, Stephen Bray, se convirtió en el baterista de su banda. Tras abandonar el hard rock, fue contratada por Gotham Records, una agencia de talentos donde decidieron buscar un futuro en el género funk, sin embargo, pronto abandonaron estos planes. En ese entonces, Madonna traía consigo demos de tres canciones: «Everybody», «Ain't No Big Deal» y «Burning Up». Después de presentarle al DJ Mark Kamins el primer tema, este lo llevó a la compañía discográfica Sire Records, donde Madonna logró conseguir un contrato. Cuando «Everybody» se convirtió en un éxito en las listas, el sello decidió seguir con los planes de producirle un álbum completo, no obstante, Madonna optó por no trabajar ni con Bray ni con Kamins, y decidió hacerlo con el productor de Warner Brothers Reggie Lucas. Michael Rosenblatt, el director de A&R de Sire, le explicó a Kamins que querían a un productor con más experiencia en dirigir cantantes, por lo que nombraron a Lucas, quien llevó a Madonna en una dirección más pop y le produjo las canciones «Burning Up» y «Physical Attraction».
Durante la producción de las canciones, Lucas cambió drásticamente las estructuras de los demos originales. Madonna, quien no aceptó estos cambios, contactó a John «Jellybean» Benitez, un DJ en la Funhouse Disco para crear remezclas de las canciones; este añadió coros y riffs de guitarra extras en «Burning Up». Sire Records respaldó la canción y envió a Madonna a una serie de apariciones en clubes de Nueva York para promocionar el tema. También contrataron a Maripol, una estilista y diseñadora de joyería para que ayudara a la cantante con la portada de la pista, mientras que Martin Burgyone se encargó de la portada oficial del sencillo de 12". En el año 2009, «Burning Up» se incluyó en el álbum recopilatorio Celebration.
«Burning Up» tiene un arreglo más marcado y producido por sonidos graves, caja de ritmos y guitarras. Los riffs de este último instrumento no eran algo característico de los álbumes posteriores de Madonna. Según Rikky Rooksby, de The Complete Guide to the Music of Madonna, los ritmos de tom-tom utilizados en la canción recordaban a los trabajos del cantante Phil Collins. También incorpora una guitarra eléctrica y sintetizadores más recientes de la época. El estribillo es una repetición de las mismas tres líneas de la letra I'm burning up, burning up for your love (en español: «Estoy ardiendo, ardiendo por tu amor»), mientras que el puente consiste en una serie de doble sentidos en lo que respecta a la letra, que describe lo que ella está dispuesta a hacer por su amante y su individualismo y falta de vergüenza. De acuerdo a la partitura publicada en Musicnotes por Alfred Publishing, «Burning Up» está compuesta en el compás de 4/4, con un tempo de 138 pulsaciones por minuto. Se encuentra en la tonalidad de si menor, mientras que el registro vocal de Madonna se extiende desde la nota grave la3 a la aguda si4. «Burning Up» sigue la progresión armónica de si menor-si menor-la-mi.

## Lanzamiento y recepción
Sire Records publicó «Burning Up» el 9 de marzo de 1983 como el segundo sencillo del álbum, después de «Everybody». Al igual que su predecesor, no logró entrar en el Billboard Hot 100, la lista oficial de Estados Unidos, ni tampoco en Bubbling Under Hot 100 Singles. Sin embargo, sí alcanzó el tercer lugar en el conteo Dance Club Songs y permaneció allí por dieciséis semanas. Para septiembre de 1983, la revista Radio & Records reportó que se habían vendido más de 150 000 copias del sencillo. Por último, en junio de 1984 alcanzó la posición trece en Australia después de haber alcanzado inicialmente los tramos inferiores de los cien lugares en noviembre del año anterior.
Rikki Rooksby, autor de The Complete Guide to the Music of Madonna, comentó que «Burning Up» era notablemente más débil comparada con otros sencillos como «Lucky Star» y «Borderline», también del álbum. J. Randy Taraborrelli, en su biografía de Madonna, dijo que «Burning Up» era una canción «de deseo». Sal Cinquemani, de la revista en línea Slant, denotó el tema como de vanguardia e infundida con elementos punk. Stephen Thomas Erlewine de AllMusic opinó que «Burning Up» y su lado B «Physical Attraction» tenían una insistencia más oscura y carnal en su composición. Mientras que Joshua Ostroff, de la edición canadiense del Huffington Post, la calificó como «semi-obscura», Don Shewey de Rolling Stone la llamó «simple». Robert Christgau nombró el sencillo de doce pulgadas de ambas canciones como «electroporno». Angela Pacienza de la Canadian Press, sintió que era «una melosa cancioncilla pop». Sebas E. Alonso, de Jenesaispop, la incluyó en la posición 43 de su lista de las sesenta mejores canciones de la artista. La llamó «el single más ochentoso de Madonna, [...] con esa caja de ritmos recién salida de un bote de laca, o viceversa, con guitarras aportadas por Jellybean al borde del stadium-rock». En 2018, Paul Schrodt de Slant la ubicó en el puesto 32 de su conteo que ordenó todos los sencillos de Madonna; al respecto, comentó que era «uno de los más agresivos» de toda su carrera. Santiago Fouz-Hernández, en su libro Madonna's Drowned Worlds, la elogió por tener una música bailable. Jim Farber, de Entertainment Weekly, indicó que el tema probaba que Madonna también podía rockear.

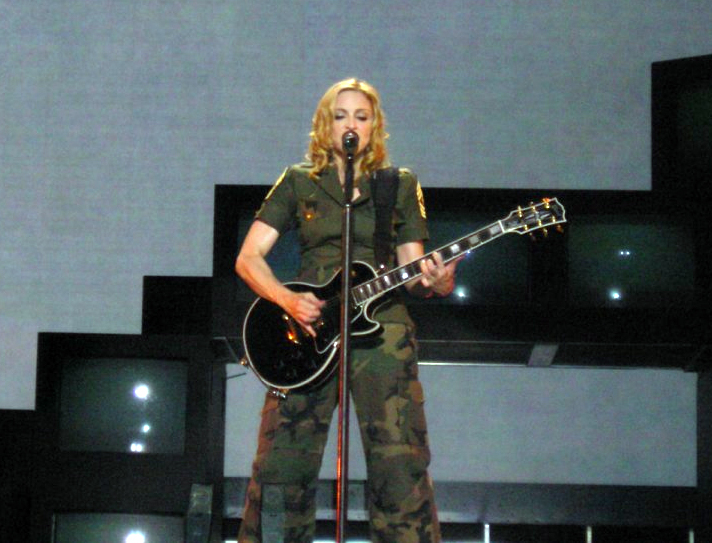
Madonna interpretando una versión rock de «Burning Up» con la guitarra eléctrica durante su gira Re-Invention World Tour (2004)

Mark Savage, de la BBC News, citó a «Burning Up» como una de las «joyas olvidadas» en la carrera de la intérprete. También declaró que «suena como una declaración de objetivos», en especial en las líneas I'll do anything, I'm not the same, I have no shame, I'm on fire —«Haré lo que sea, no soy la misma, no tengo vergüenza, estoy en llamas»—. De manera similar, Adam Graham de The Detroit News dijo que era un tema «menospreciado». Jane Stevenson, del Toronto Sun, opinó que se trataba de una «(canción) vieja pero buena». Alex Needham, de The Guardian, lo comparó con un manifiesto que «después de tantos años todavía te agarra por la garganta». En una reseña menos positiva, el periódico The Washington Times afirmó que no era una de las mejores canciones de Madonna, y que se trataba de «una pepita que es mejor dejar enterrada». Ricardo Marin, de la estación de radio mexicana Ibero 90.9, declaró que «Burning Up» era uno de los ejemplos de la «tendencia bailable y sumamente alegre» en Madonna. Además, recalcó que «remite completamente a los 80 [...] su progresión rítmica, el romance descrito o los suaves meneos de cabeza que provoca —usualmente junto con pequeñas sonrisas— no incomodan ni se sienten anacrónicos, sino invitan al baile y goce vigente». Louis Virtel, de NewNowNext, elogió su «carnalidad» y la comparó con el trabajo de Pat Benatar. Mayer Nissim, del periódico en línea PinkNews, opinó que «no sonaría nada fuera de lugar en un álbum de New Order o Joy Division». Matthew Jacobs, del Huffington Post, la ubicó en la posición 41 de su conteo «El ranking definitivo de los sencillos de Madonna», y señaló que se trataba de «un descarte de la personalidad punk que [Madonna] nunca acogió plenamente». El diario colombiano El País afirmó que «Burning Up», «Holiday», «Lucky Star» y «Borderline» eran «piezas con las que la reina iniciaba su ascenso al trono». Para The Quietus, Matthew Lindsay lo llamó un «manifiesto descarado» que «roza lo salvaje».
Guillermo Alonso, de la edición española de la revista Vanity Fair, destacó el tema como el segundo mejor sencillo de la cantante; comentó que se trataba de una canción «rabiosamente moderna cuyo discurso sobre una mujer que está dispuesta a dar placer a los demás pero controlando cuándo y como debería ser reivindicado [...] Madonna nunca ha vuelto a sonar tan energética como aquí». Chuck Arnold, de Entertainment Weekly, lo llamó «lo más roquero que [Madonna] haya hecho jamás» y resaltó su «actitud  ardiente y pasión». Matthew Rettenmund, autor de la Encyclopedia Madonnica, la eligió como la décima mejor canción de la cantante en «La inmaculada percepción: cada canción de Madonna, de peor a mejor», una lista creada sobre las 221 pistas grabadas por la intérprete desde sus primeros comienzos en 1980 hasta ese entonces, y la calificó como «descaradamente deliciosa y pegajosa». La revista estadounidense The Advocate lo llamó «una de las canciones más sensuales de la década de 1980». Mark Lore, del Portland Mercury, dijo que «Everybody» y «Burning Up» eran «verdaderas gemas, himnos de Nueva York que fueron tristemente eclipsados por los brillantes clásicos "Borderline" y "Holiday"». De la revista Parade, Samuel R. Murrian lo ubicó en el puesto 32 de la lista de sus 100 mejores sencillos y lo llamó «uno de los momentos más punk de Madonna, cuenta con una producción más robusta que otras canciones de la época». También destacó que «funciona particularmente bien cuando la interpreta en vivo con la guitarra eléctrica (como puede observarse en sus giras Reinvention y Rebel Heart)». Ed Masley, de The Arizona Republic, la comparó con «Beat It» de Michael Jackson y dijo que contaba con «la personalidad que definiría la década en la que se creó: juguetona, enérgica y sexy». Para The National Student, Emily D'Souza consideró a «Burning Up» la tercera canción más infravalorada de Madonna; la llamó «irresistiblemente pegajosa» y «ochentera por excelencia».

## Vídeo musical

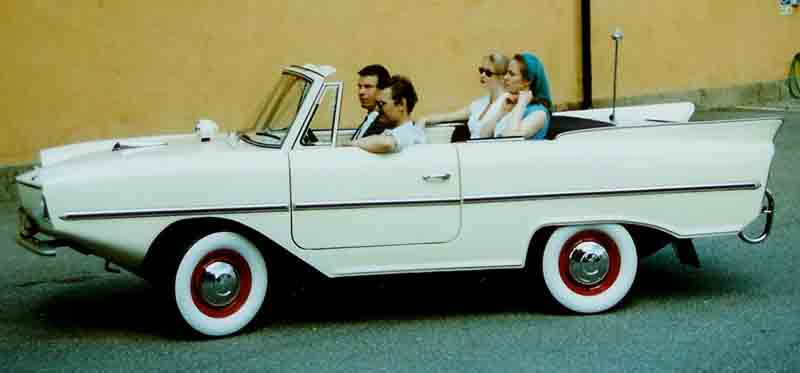
En el vídeo musical se puede apreciar un auto modelo Amphicar del año 1962

Sire Records comisionó un videoclip para la canción, que sería dirigido por Steve Barron. La actriz y amiga de Madonna, Debi Mazar, fue contratada como la maquilladora, mientras que Maripol se desempeñó como estilista. También contó con el entonces novio de la cantante, Ken Compton, en el papel de su amante. Para cuando se lo publicó, MTV ya había empezado a transmitir vídeos de música dance, por lo tanto «Burning Up» se convirtió en un éxito menor en el canal. La narrativa era simple: se mostraba a Madonna en un vestido blanco, proclamando su imponente pasión por su amante mientras canta la canción; lucía sus famosas pulseras de goma, que eran en realidad cinturones de máquina de escribir. Su amor por el chico la retrataba como una víctima indefensa, como la mujer estereotipada que se mostraba en muchas películas del cine mudo. En un punto del videoclip, se la muestra siendo arrollada por un carro conducido por un joven, interpretado por Compton. Al final, es ahora Madonna quien conduce el vehículo, quien muestra una sonrisa desafiante y haciendo saber que se ha deshecho del hombre, dando así el mensaje de que es ella quien siempre estuvo al mando; este tema se volvería recurrente en su carrera. Barron explicó el proceso detrás del vídeo:

Fui a Nueva York para reunirme (con Madonna), de mala gana, y me presenté en una dirección en SoHo, que resultó ser básicamente un piso okupado. Madonna estaba ataviada con poca ropa, haciendo ejercicio con música disco. Era carismática. Apoyaba todo el rato la cabeza sobre la mesa cuando hablaba conmigo, muy coqueta, y eso me dio la idea para la escena [en el vídeo] donde pone la cara sobre el asfalto y la cámara está muy baja y cerca.

A pesar de que en las líneas de la canción, tales como Do you want to see me down on my knees? —«¿Quieres verme de rodillas?»— demuestran impotencia femenina, el rendimiento del vídeo actúa como un contratexto; cuando canta este verso, Madonna aparece de rodillas en la calle en frente del carro que avanza, luego, hecha la cabeza hacia atrás exponiendo su cuello en una postura de sumisión. Sin embargo, su tono de voz y su mirada a la cámara retratan una dureza y rebeldía que contradicen la sumisión de la postura de su cuerpo y logran convertir la pregunta en un reto dirigido a su amante. Andrew Morton, en su biografía de Madonna, comentó que el vídeo fue la primera introducción de América a las políticas sexuales de la artista. El autor Robert Clyde Allen, en su libro Channels of Discourse, lo comparó con el de «Material Girl». Según Allen, ambos vídeos comparten un final ambiguo, al emplear una serie consistente de juegos de palabras y mostrando una cantidad de exceso paródico asociado con el estilo de Madonna. Los discursos incluidos en el clip son los de la sexualidad y la religión. La imagen de Madonna, arrodillada y cantando acerca de estar «ardiendo de amor», realizó el trabajo ideológico tradicional del uso de la subordinación y la impotencia de las mujeres en el cristianismo, para naturalizar su posición igualmente sumisa en el patriarcado. Georges-Claude Guilbert, en Madonna as postmodern myth, sostuvo que la representación del personaje masculino se vuelve irrelevante a medida que Madonna desestabiliza la fijación y la categorización de la sexualidad masculina en el vídeo. Matthew Lindsay concluyó que su «asertividad erótica, que vincula inextricablemente el sexo con el poder, fue el epítome del posfeminismo de los 80».
James B. Twitchell, de For Shame, interpretó la declaración de la cantante de «no tener vergüenza» como un intento de separarse de las artistas contemporáneas femeninas de aquella época. Louis Virtel de NewNowNext lo incluyó en el puesto número 18 en su lista de los 55 mejores vídeos de la artista y comentó que «antes de que rodara e hiciera movimientos sexualmente sugerentes en el escenario de los MTV Video Music Awards vestida de novia, ya lo había hecho en el pavimento con un minivestido blanco». Jon Pareles del New York Times comparó las poses de Madonna en el clip a las de Marilyn Monroe. José Casesmeiro Osorio, de la revista Shangay Express, destacó que en el vídeo la cantante «comienza a insinuar la estética propia que tendrá durante esta primera etapa de los 80, [...] que consiguió convertirla en un icono de la moda. Pañuelos, pulseras, chalecos, pelo alborotado». De manera similar, Eric Diaz, del portal Nerdist, lo llamó «icónico» y recalcó: «Hay algo [en "Burning Up"] que es tan ochentero, y tan Madonna: las pulseras de goma, las cadenas, el cabello rubio decolorado con raíces terribles. Cuando las chicas de hoy se visten para Halloween como la "Madonna de los 80", es el look de este vídeo que están emulando». Asimismo, lo consideró el decimotercer mejor vídeo de la cantante. En 2009, figuró en el DVD Celebration: The Video Collection.

## Presentaciones en vivo y versiones

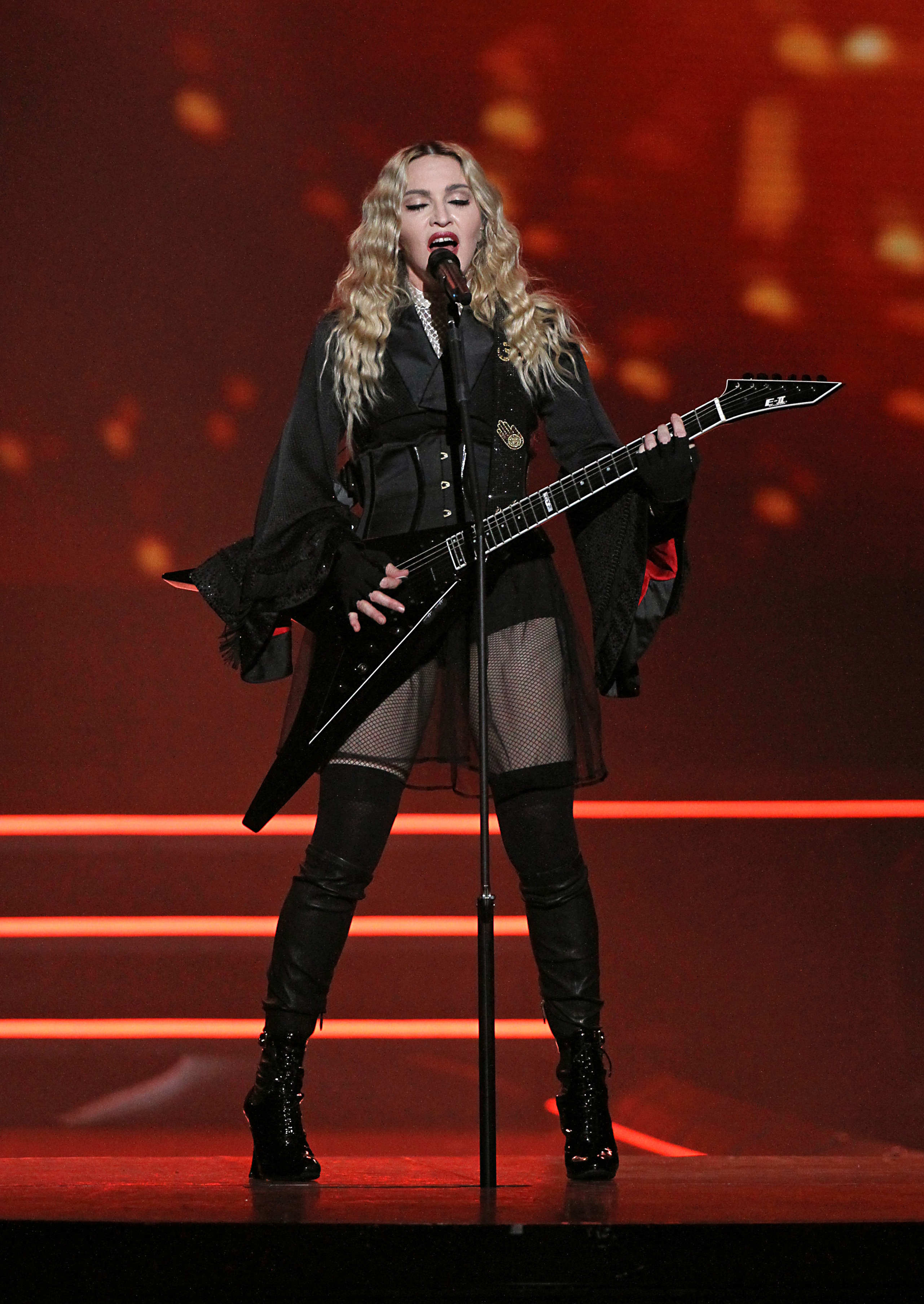
Madonna interpretando una versión remezclada de «Burning Up» durante la gira Rebel Heart Tour (2015-2016)

Antes de su lanzamiento, Madonna promovió la canción en diferentes clubes de Nueva York. La cantante era una intérprete profesional en el momento y fue asistida por las bailarinas Erika Belle y Bags Rilez. Tras haberla interpretado en distintos lugares de la ciudad, viajó a Londres para cantarla en clubes tales como Heaven, Hamden Palace, Beatroot Club y The Haçienda en Mánchester. Sin embargo, el público no recibió favorablemente esas actuaciones. «Burning Up» formó parte del repertorio de tres giras musicales de Madonna: Virgin (1985), Re-Invention (2004) y Rebel Heart (2015-2016). Durante la primera, bailó por el escenario, que estaba iluminado con luces anaranjadas, y usó un micro top negro con flecos, una falda del mismo estilo que dejaba expuesto su ombligo y varios crucifijos de diferentes tamaños colgando de diferentes lugares, mientras realizaba poses sugestivas con sus bailarines. La presentación terminaba con la música de «Like a Virgin» sonando en el fondo.  Mikel Longoria de The Dallas Morning News elogió la actuación y la calificó de «fresca y llena de energía». No obstante, la interpretación no se incluyó en el primer álbum de vídeo de la artista, Madonna Live: The Virgin Tour, publicado por el sello Warner Bros.
Diecinueve años después, figuró en el segundo segmento del Re-Invention World Tour, «Militar», donde era el tercer tema y el séptimo en general. Para esta interpretación, la cantante apareció en el escenario vestida con ropa militar y tocó una guitarra eléctrica Gibson Les Paul. Mientras la cantaba, las pantallas en el fondo mostraban escenas entrelazadas de guerra y sexo que parecían haber sido tomadas con una cámara de vídeo. Kelefa Sanneh del New York Times describió la actuación y el vídeo de fondo como una reminiscencia de las prisiones en Abu Ghraib. Sal Cinquemani de la revista Slant, en su reseña al concierto del Madison Square Garden en Nueva York, comentó que «fue un gusto verla ponerse una guitarra eléctrica y cantar clásicos como "Burning Up"».
Madonna también incluyó una remezcla del tema en el Rebel Heart Tour (2015-2016), donde era la tercera canción del repertorio. Similar al Re-Invention, la cantante tocó una guitarra eléctrica Gibson Flying V para la interpretación. En la mitad de la actuación, Madonna se arrodilló en el escenario y se arrancó la falda negra, y reveló un vestido corto similar a un hábito de monja y botas de taco alto hasta las rodillas. Sandra Sperounes, del Edmonton Journal, calificó la voz de la cantante durante la interpretación como  «profunda y peligrosa». Una actuación de «Burning Up» en esta gira se incluyó en el quinto álbum en vivo de Madonna, Rebel Heart Tour, publicado en 2017.

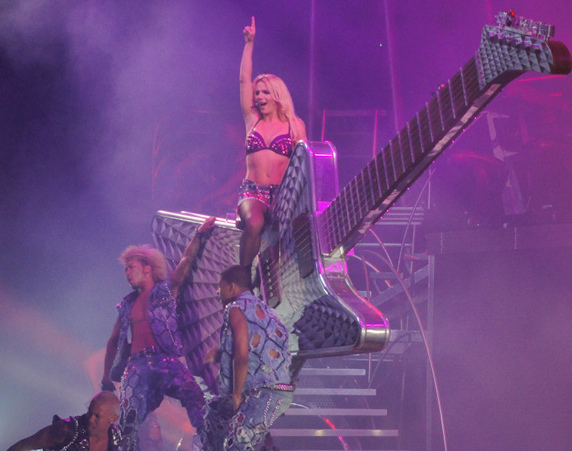
Britney Spears cantando su propia versión del tema en su gira Femme Fatale Tour (2011)

Durante la inducción de Madonna al Salón de la Fama del Rock en el 2008, el cantante Iggy Pop, acompañado de la banda The Stooges realizó, ante la propia cantante, una interpretación de «Burning Up», así como también de «Ray of Light» (1998). En el 2010, el actor y cantante Jonathan Groff hizo una versión del tema en la serie de televisión estadounidense Glee; figuró en el EP Glee: The Music, The Power of Madonna, que contenía todas las pistas que se habían cantado en el episodio tributo a la cantante, «The Power of Madonna». Asimismo, se incluyó como una pista adicional en la tienda iTunes Store. Por otro lado, la cantante estadounidense Britney Spears también realizó una versión, que fue interpretada en fechas selectas de su gira Femme Fatale Tour, de 2011. La actuación mostraba a la cantante montando una guitarra gigante y cubierta de brillo, suspendida en el aire a tres metros de altura. Esta recibió reseñas variadas; Barry Walters de Rolling Stone comentó que «carecía de la autoridad de Madge [Madonna]». Una versión de estudio, descrita por Sarah Malloy de Billboard como «llena de glam, sin una pizca de los ochentas», se filtró en Internet el 10 de junio de 2011. El dúo Magic Wands publicó un cover del tema el 5 de abril de 2012 en el blog RCRD LBL. La banda de glam-punk The Voluptuous Horror of Karen Black incluyó su versión del tema en el álbum tributo de 1999, Virgin Voices: A Tribute to Madonna, Vol. 1. «Burning Up» también fue utilizada como música de fondo para una escena en la película The Wild Life (1984).

## Lista de canciones y formatos
| Sencillo de 7" |                                       |          |  |
| N.º            | Título                                | Duración |  |
| 1.             | «Burning Up» (versión de 7")          | 3:45     |  |
| 2.             | «Physical Attraction» (versión de 7") | 3:52     |  |

| Maxisencillo de 12" |                                           |          |  |
| N.º                 | Título                                    | Duración |  |
| 1.                  | «Burning Up» (versión de 12")             | 5:56     |  |
| 2.                  | «Physical Attraction» (versión del álbum) | 6:35     |  |

| Sencillo de 7" |                                       |          |  |
| N.º            | Título                                | Duración |  |
| 1.             | «Burning Up» (versión alterna)        | 4:48     |  |
| 2.             | «Physical Attraction» (versión de 7") | 3:52     |  |

| Maxisencillo |                                           |          |  |
| N.º          | Título                                    | Duración |  |
| 1.           | «Burning Up» (versión de 12")             | 5:56     |  |
| 2.           | «Physical Attraction» (versión del álbum) | 6:34     |  |

## Posicionamiento en listas
| País (Lista 1983)                        | Máxima posición |
| ---------------------------------------- | --------------- |
| Australia (Australian Kent Music Report) | 13              |
| Estados Unidos (Dance Club Songs)        | 3               |

## Créditos y personal
- Voz: Madonna.
- Composición: Madonna.
- Producción: Reggie Lucas.
- Remezclas: John «Jellybean» Benitez.
- Sintetizadores: Dean Gant, Fred Zarr y Ed Walsh.
- Piano eléctrico y acústico: Dean Gant y Fred Zarr.
- Guitarras: Reggie Lucas, Ira Siegal y Paul Pesco.
- Caja de ritmos: Reggie Lucas y Leslie Ming.
- Saxofón tenor: Bobby Malach.
- Coros: Gwen Guthrie, Norma Jean Wright, Brenda White y Chrissy Faith.

Créditos adaptados de las notas de Madonna.